# هوارد هامبتون
هوارد هامبتون هو لاعب هوكي الجليد ومحامي وسياسي كندي، ولد في 17 مايو 1952 في فورت فرانسيس في كندا. حزبياً، نشط في الحزب الديمقراطي الجديد. وقد انتخب عضو برلمان مقاطعة أونتاريو عن دائرة Kenora—Rainy River (provincial electoral district) ‏ (1999 – 2011).